# Aliaga, Nueva Ecija
Aliaga là một đô thị hạng 2 ở tỉnh Nueva Ecija, Philippines, Theo điều tra dân số năm 2000, đô thị này có dân số 61.270 người trong 9.849 hộ.

## Barangay
Aliaga được chia thành 26 barangay.
| - Betes - Bibiclat - Bucot - La Purisima - Magsaysay - Macabucod - Pantoc - Poblacion Centro - Poblacion East I - Poblacion East II - Poblacion West III - Poblacion West IV - San Carlos | - San Emiliano - San Eustacio - San Felipe Bata - San Felipe Matanda - San Juan - San Pablo Bata - San Pablo Matanda - Santa Monica - Santiago - Santo Rosario - Santo Tomas - Sunson - Umangan |